# وب ۳۰۴۱
سیارک ۳۰۴۱ (به انگلیسی: 3041 Webb، نامگذاری:1980GD) سه هزار و چهل و یکمین سیارک کشف شده‌است که در ۱۵ آوریل ۱۹۸۰ کشف شد.
قدر مطلق سیارک برابر ۱۲٫۵۰ است.